# 超人马大姐
《超人马大姐》，中国大陆电视剧，导演英达，主演蔡明、李建华、虞梦、宋阳、邵峰。2009年5月31日青岛电视剧频道首播，8月19日天津卫视上星。

## 剧情
该剧为科幻情景喜剧，与以往同样的是故事围绕“马大姐”展开，剧中有“瞬间移动机”、“人生遥控器”、“千里耳贴纸”等科幻技术，类似日本动画片《哆啦A梦》的科幻想象。

## 演出
| 演员   | 角色   | 备注 |
| 蔡明   | 马大姐 |      |
| 李建华 | 王援朝 |      |
| 虞梦   | 王艾嘉 |      |
| 邵峰   | 任火星 |      |
| 金昭   | 孟大妈 |      |
| 宋阳   | 柴有才 |      |
| 王旭烽 | 何冒   |      |

## 制作
以往各部“马大姐”系列影视都是英达担任导演，这部由吕小品担任导演。